# Malavita encore
 (mai 2024).
Pour les articles homonymes, voir Malavita (homonymie).
Malavita encore est un roman français de Tonino Benacquista publié en 2008 aux éditions Gallimard. Il fait suite au roman Malavita.

## Résumé
On retrouve ici les quatre héros de Malavita, l'inénarrable famille Blake. Repenti de la mafia new-yorkaise, Fred Blake, rebaptisé Wayne, a obtenu la protection du FBI, et s'est installé en France avec les siens sous la surveillance tatillonne d'un ange gardien légèrement dépressif. L'ancien gangster a trouvé dans l'inépuisable réservoir d'anecdotes de sa première vie la matière de quelques thrillers. Tout se passerait pour le mieux si la cellule familiale n'était pas emportée dans la tourmente des remises en cause existentielle... Les enfants traversent une adolescence compliquée, l'épouse fidèle a décidé de s'émanciper, et l'auteur de roman, soudain seul face à lui-même, est en proie aux affres de la création littéraire. Des problèmes ordinaires, somme toute, pour une famille qui ne l'est pas... Ils seront résolus de la façon la plus diabolique et la plus hilarante qui soit.

## Édition
- Malavita encore, éditions Gallimard, 2008,  (ISBN 978-2-07-077613-9)